# Кам'янець-Подільська центральна міська бібліотека імені Костя Солухи
Кам'янець-Подільська  центральна міська бібліотека імені Костя Солухи — найбільша публічна бібліотека Кам'янця-Подільського, головний інформаційний, дозвіллєвий заклад міста з популяризації книги, впровадження новітніх технологій і інноваційних заходів, реалізації державних (зокрема) бібліотечних проєктів і програм.

## Історія бібліотеки
В серпні 1865 року київське генерал-губернаторство виробило статут російських публічних бібліотек у трьох містах — Києві, Житомирі, Кам'янці-Подільському.
Офіційне відкриття бібліотеки в Кам'янці-Подільському відбулося 1 (14) січня 1866 року. На організацію бібліотеки було виділено лише 3 000 крб. Користування бібліотекою було платним — 15 коп. на місяць, видача книг додому — 1 крб. (лише на місяць).
У грудні 1922 року бібліотека з публічної стає Центральною бібліотекою міста.
1930 року у зв'язку з ліквідацією Кам'янецької округи бібліотека з окружної стала міською.
1937 року бібліотека стала обласною, її очолив колишній шахтар, випускник Харківського бібліотечного інституту М. Анікеєв.
1941 рік. В перші ж дні німецько-радянської війни прямим попаданням бомби зруйновано приміщення бібліотеки, більшість книг була знищена і пограбована.
З 1 квітня 1944 року відновлюється робота бібліотеки.
За повоєнні роки бібліотека тричі змінює приміщення, і щоразу — на краще. З 1944 по 1951 роки — це частина будинку по Резервуарній (Уральській) 4 площею 70 кв.м., з 1951 по 1969 — окреме одноповерхове приміщення по вул. Ленінградській (нині — Лесі Українки), площею 309 кв.м., з 1969 і по цей час — триповерхове приміщення по вул.  Чкалова (Князів Коріатовичів) з площею 659 кв.м. До послуг читачів — абонемент, два читальних зали, відділ організації і використання книжкового фонду, методико-бібліографічний відділ. Створенні алфавітний і систематичний каталоги, систематична картотека статей, краєзнавча картотека. Кількість читачів — більше 8 тис. чоловік. Це — люди різних професій, уподобань, поглядів, люди різного віку, дехто з них відвідує бібліотеку по 20-30-40 років. В 50-60 роки, щоб наблизити книгу до місця роботи і проживання населення відкриваються і активно працюють пункти видачі літератури від бібліотеки на підприємствах та в гуртожитках міста. Ці пункти видачі обслуговують бібліотекарі абонемента центральної бібліотеки.
18 квітня 1966 року (в рік святкування 100-річчя бібліотеки) бібліотеці присвоєно ім'я Затонського В. П.
1973 року міську центральну бібліотеку очолює Маргарита Бойцова.
В 1976 році в зв'язку з централізацією бібліотечної справи центральна бібліотека ім. В. П. Затонського стає головною в місті і системі, яка нараховує 13 бібліотек: центральна, бібліотеки для дітей, бібліотеки для дорослих, юнацька бібліотека. Частина цих бібліотек існувала в місті до централізації як окремі установи, частина була відкрита після 1976 року.
З лютого 1996 року міську централізовану бібліотечну систему очолює Валерій Любецький.
14 січня 1996 року виповнилось 130 років від часу заснування бібліотеки. І якщо вона розпочиналась з 407 читачів і 2 270 томів книг, то сьогодні (станом на 31.12.2024 рік) її книжковий фонд сягає понад 86 000 одиниць, біля 8 000 читачів щороку приходить у бібліотеку. В бібліотеці працює 22 бібліотечних працівника.
З 10 вересня 1996 року став платним: 1 гривня (з 1 вересня 1996 року в Україні — нова грошова одиниця — гривня).
В 2012 році рішенням сесії міської ради від 29.05.2012 року з центральної міської бібліотеки знято ім'я Володимира Затонського і вона стає центральною міською  бібліотекою.
В 2014 році внесено зміни в структурні підрозділи центральної бібліотеки: Наказ № 22 від 05.12.2013 року директора Кам'янець-Подільської МЦБС «Про реорганізацію відділу технічної та економічної книги міської центральної бібліотеки у відділ краєзнавства з 01.01.2014».
З жовтня 2015 року Кам'янець-Подільську МЦБС очолила Людмила Василівна Геплюк.
2016 року в рамках декомунізації колишній бібліотеці ім. Володимира Затонського було присвоєне ім'я Костя Солухи.

## Сьогодення бібліотеки
Весна 2020 року виявилась для України дуже важкою. Через розповсюдження пандемії COVID-19 запроваджено загальноукраїнський карантин. Це, звичайно, відобразилось і на роботі бібліотек, зокрема Кам’янець-Подільської МЦБС.
З 04 березня в місті було введено заборону проведення будь-яких заходів. Саме тому значна частина запланованих бібліотеками соціокультурних заходів не відбулась. Це стосується і поетичного фестивалю «Поділля Open», і ІІ (міського) етапу Всеукраїнського конкурсу «Книгоманія-2020» та багатьох інших заходів. А з 12 березня було призупинено обслуговування користувачів у бібліотеках. Але, незважаючи на карантин бібліотеки ЦБС (і центральна бібліотека в тому числі) продовжували працювати.
Ситуація, яка склалася внаслідок епідемії коронавірусу, внесла зміни у звичне життя бібліотек. Нам прийшлося швидко змінювати свій ритм роботи і навчитись працювати дистанційно, у віртуальному просторі. Бібліотеки пропонували своїм користувачам віртуальні книжкові виставки, буктрейлери, відео презентації, веб-перегляди, онлайн майстер-класи, акції, флеш-моби. челенджі, онлайн читання тощо. Крім того, бібліотекарі систематично поповнювали сайти/блоги та бібліотечні сторінки в соціальних  мережах, вели пошук інформації щодо інноваційних форм роботи, знаходили в мережі цікавинки-інформинки, якими охоче ділилися зі своїми користувачами. А ще бібліотекарі залучали користувачів до дистанційної участі в Всеукраїнських та обласних конкурсах.
На період карантину припало започаткування та проведення онлайн проєкту «Місто моєї мрії» (2020 рік) та проведення онлайн-конкурсу поетів-аматорів «Поетична весна-2021», підсумки якого були підведені 23 квітня у Всесвітній день книг та авторського права. А відзначення і нагородження переможців відбулося 15 травня під час святкування Дня міста на площі біля Ратуші. В онлайн форматі пройшов у березні, започаткований нами, поетичний фестиваль «Поділля Open-2021». Тобто, бібліотекарі вже звикли до реалій життя в умовах пандемії і навчились креативно працювати в них.
В 2020 році на платформі Дія. Освіта Кам'янець-Подільська центральна міська бібліотека імені Костя Солухи (і всі філії ЦБС) зареєстрована як Хаб цифрової освіти, де постійно проходять навчання з цифрової грамотності  мешканці та гості нашої громади.
В 2021 році в результаті реалізації проєкту «Просвітницький простір Український сад» громада міста отримала чудову локацію для літературно-мистецьких заходів – оновлений дворик центральної міської бібліотеки імені Костя Солухи. Проєкт був реалізований спільними зусиллями громадських активістів від «Активної Громади Кам’янця-Подільського», «Пласту», ГО «Urban Piknic» і фінансований за кошти громадського бюджету.
24 лютого 2022 року змінив життя і долю нашої країни і кожного українця. Війна нас зробила сильними та згуртованими. В умовах воєнного стану та тих викликів, які поставлені російською війною, центральна міська бібліотека імені Костя Солухи була і надалі залишається центром з надання культурних послуг не тільки мешканцям громади, а і внутрішньо переміщеним особам.
З початком повномасштабного вторгнення бібліотекарі центральної міської бібліотеки імені Костя Солухи активно долучились до волонтерського руху: плели для потреб ЗСУ маскувальні сітки (різними техніками плетіння; зустрічали та реєстрували біженців і допомагали розселяти їх; тех. працівниця Наталя Рудець – шила розвантажувальні тактичні жилети для наших бійців.
Бібліотека залишалася інформаційно-консультативним центром в наданні корисної інформації щодо реєстрації, поселення та надання допомоги біженцям. 
Слід зауважити, що весь цей час бібліотека працювала у звичному режимі і обслуговувала користувачів, зокрема й переселенців, яким надавався доступ до усіх інформаційних ресурсів та до мережі Інтернет. Користувачами центральної міської бібліотеки імені Костя Солухи стало близько 1000 користувачів з числа переселенців.

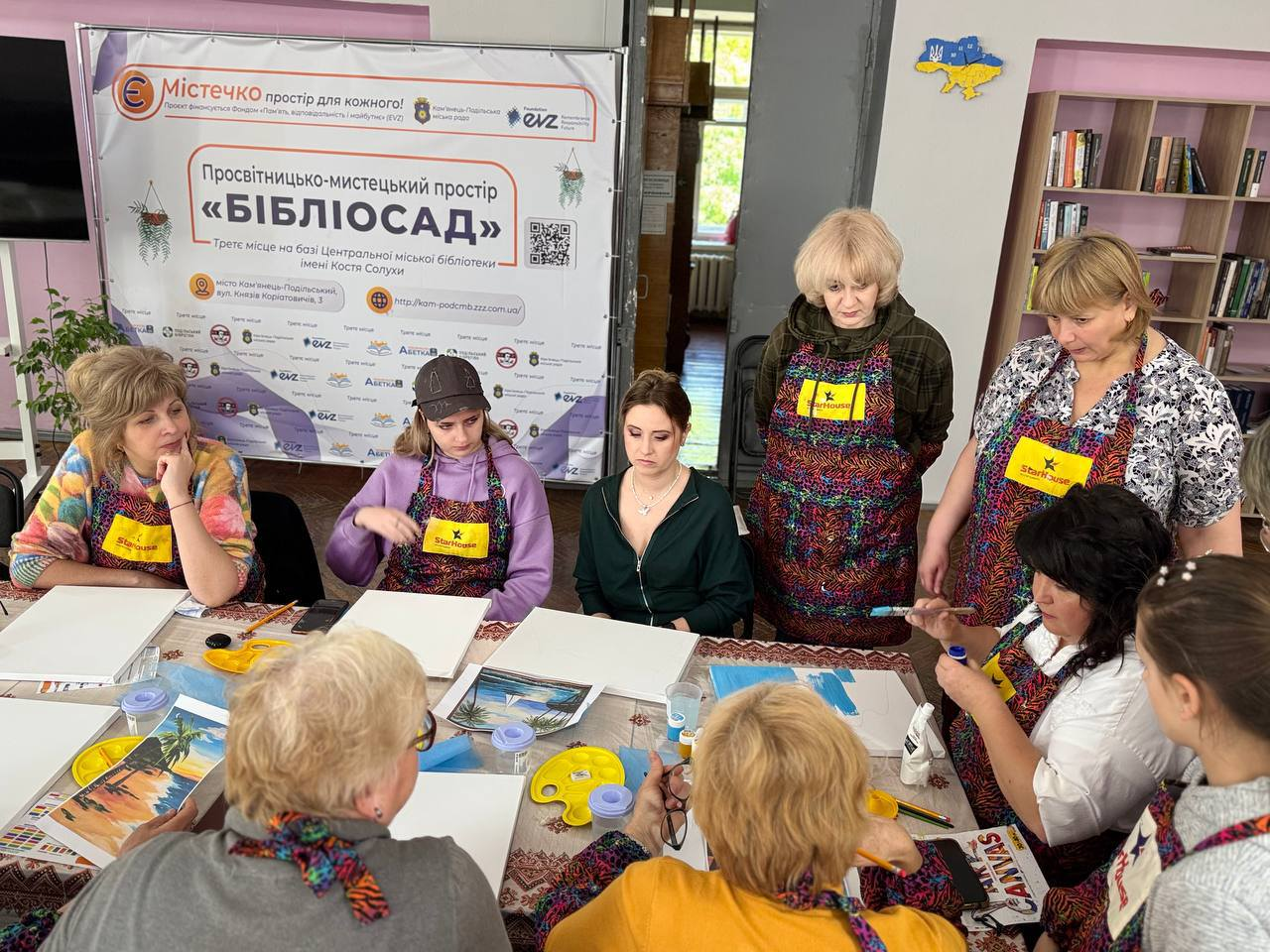
Арт-терапія для жінок ВПО

З початку війни активувалась і набула актуальності робота бібліотеки з внутрішньо переміщеними особами. Для таких людей бібліотечні установи є необхідністю – вони згуртовують, об’єднують їх. Такі люди відвідують бібліотеку, щоб поспілкуватись з бібліотекарями, читачами, вибрати книгу, дізнатись про нове, скористатись послугами цифрових Хабів. Про це свідчать проведені змістовні та цікаві заходи, такі як зустрічі з відомими людьми, з психологами тощо. Емоційно, корисно та пізнавально пройшли в Кам’янець-Подільській центральній міській бібліотеці імені Костя Солухи творчі зустрічі:  з відомою українською письменницею Мілою Іванцовою, яка волею долі в березні 2022 року опинилась у Кам’янці-Подільському, та з відомим кіноактором, поетом, бардом, учасником оборони Києва, тероборонівцем, а пізніше і військовослужбовцем ЗСУ Дмитром Лінартовичем. Крім того, тут було організовано літературну зустріч з громадським діячем, головою міського товариства «Просвіта», автором ряду збірок гумористичних оповідань Славком Полятинчуком, на яку завітали гості нашого міста (внутрішньо переміщені особи), члени Всеукраїнського громадського об’єднання «Український клуб» та користувачі бібліотеки. З метою познайомити діток та батьків з тимчасово переселених міст України з нашим містом відділом краєзнавства Кам’янець-Подільської центральної міської бібліотеки імені Костя Солухи спільно з екскурсоводом Юлією Гициною було організовано краєзнавчу мандрівку «Вулицями старовинного Кам’янця», під час якої учасники познайомились з нашою унікальністю та дізнались пізнавальну історію. 
Починаючи з травня в Парку Героїв Євромайдану почала діяти соціальна локація для дітей просто неба. Тут вони щодня мали змогу на свіжому повітрі брати участь у різних майстер-класах, розвивати свої творчі здібності, спілкуватися з психологами, знаходити нових друзів. Щосереди сюди приходили бібліотекарі, щоб урізноманітнити дозвілля кам’янчан, гостей міста та їхніх дітей. І  якщо для малечі тут відбувались різноманітні майстерки з виготовлення оригамі, нанесення яскравого аквагриму, виготовлення листівок-привітання та різноманітних іграшок, з ними проводились розважальні рухливі ігри, конкурси та естафети, то для підлітків та юних проводились інтелектуальні вікторини, проходили майстерки з розпису хною (мехенді), виготовлення патріотичних прикрас тощо. День з бібліотекою завжди проходив цікаво, корисно і змістовно, як для малечі, так і для підлітків та їхніх батьків. 
У листопаді 2022 року центральна бібліотека імені Костя Солухи стала місцем втілення творчих задумів київського художника Богдана Макаренка  – тут він надихався пейзажами Кам'янця-Подільського з вікна будівлі та створював чудові картини-шедеври.
У 2022 році бібліотеки Кам’янець-Подільської МЦБС (і центральна міська бібліотека імені Костя Солухи в тому числі) взяла участь у обласному конкурсі публічних бібліотек Хмельниччини на кращу сторінку у мережі Фейсбук. Кращими визнано сторінку бібліотеки-філії № 7 в номінації «Краща сторінка міської бібліотеки-філії» та сторінка «Бібліотеки міста Кам’янець-Подільського» центральної міської бібліотеки імені Костя Солухи в номінації «Краща сторінка бібліотечної спільноти». 
В 2023 році з метою підвищення свого освітнього рівня як координаторів Хабів цифрової грамотності, бібліотекарі ЦБС (в тому числі, і центральної міської бібліотеки імені Костя Солухи) переглянули такі освітні серіали «Цифрові держслужбовці»,  «Як громаді стати цифровою», «Держава без бар'єрів» та отримали сертифікати. Також всі працівники бібліотек Хабів цифрової освіти пройшли Цифрограм, як національний тест, який дає можливість перевірити цифрову грамотність, та отримали відповідні сертифікати.
У 2025 році центральна міська бібліотека імені Костя Солухи стала переможцем  гранту програми підтримки  Фонду «Пам’ять, відповідальність і майбутнє» (EVZ)  – «ЄМістечко – простір для кожного», для реалізації свого проекту отримала фінансування в сумі 65 777 Євро.
Російська збройна агресія проти України має вагомий вплив на українське суспільство. Знищення архівів, бібліотек та музеїв має на меті послабити українську культуру та її роль для формування ідентичності, а також стерти історичну пам’ять українського народу. У рамках програми підтримки «ЄМістечко – простір для кожного»  Фонд надає ґранти культурним інституціям, які бачать себе місцями, тобто «Третіми місцями», що творять ідентичність, та хочуть формувати життя у своїх громадах та залучати людей – місцеве населення, внутрішньо переміщених осіб.
Поряд із домівкою – «Перше місце» та робочим місцем «Друге місце»,
Треті місця – це місця для соціальних зустрічей, де люди збираються разом, щоб обмінюватися ідеями, працювати, вчитися, спільно розробляти та впроваджувати нові ідеї  або просто проводити час разом.
Отож, таким, «Третім місцем» в нашій громаді стане центральна міська бібліотека імені Костя Солухи, зокрема її внутрішній дворик, де буде створено сучасний безкоштовний комфортний простір для спілкування, соціальних ініціатив, культурного розвитку та активного дозвілля мешканців громади  – Просвітницько-мистецький простір «Бібліосад». Завдяки регулярним освітнім та культурно-мистецьким пропозиціям, осередок допоможе долати брак спілкування, культурного розвитку, а також забезпечить простір для проведення змістовного дозвілля, мережування для громадських ініціатив, підтримки творчої молоді, поширенню інформації про освітні і культурні можливості.
Проект  буде реалізовуватись протягом 2-х років у дружній співпраці з нашими партнерами: ГО «НТЦ «Подільський біорегіон», ГО «Кам’янець-Подільського об’єднання товариства «Просвіта» імені Тараса Шевченка», видавництвом «Абетка».
Наш «Бібліосад» буде облаштовано затишною альтанкою, зручними лавками, приємним освітленням, мобільними меблями.
Спільно з нашими партнерами буде проведено різноманітні освітні та культурні заходи для різних вікових категорій:
§    воркшопи, тренінги, арт-терапія,  майстер-класи: малювання, виготовлення іграшок, прикрас, свічок та інше;
§    засідання тематичних клубів: кіноклуб та клуб любителів читання;
§    авторські VR-екскурсії; тематичні зустрічі;
§    відкриті мистецькі події: Фестиваль історичної книги, Літературний фестиваль «Поділля OPEN», Конкурс поетів-аматорів «Поетична весна», Книжковий ярмарок «Книжкові гостини у Кам’янці», Театральні вистави в рамках засідання Клубу любителів читання,
§    кінопокази, Фестиваль сімейного читання, Театралізовані перформанси. 

## Структура бібліотеки
В 2003 році відбувається реорганізація та оптимізація міської централізованої бібліотечної системи.
Структура центральної міської бібліотеки:
- абонемент з юнацьким абонементом;
- відділ краєзнавства;
- читальний зал, на базі якого створено Креативний простір;
- відділ комплектування, обробки та збереження бібліотечного фонду;
- методико-бібліографічний відділ.

## Абонемент
Обслуговування  користувачів та задоволення їхніх інформаційних потреб є головним напрямком діяльності абонементу. Користувачам надається вільний доступ до інформації, знань, надбань національної та світової культури. Ведеться робота по популяризації  книги, підвищенню престижу читання та формуванню позитивного іміджу бібліотеки. Проводиться реклама книги серед читачів шляхом оформлення розгорнутих книжкових виставок та переглядів літератури.
Задовольняючи інформаційні потреби користувачів, завжди враховуються зміни, що відбуваються в читацькому середовищі, технологіях і в суспільстві.
Здійснюючи  бібліотечне обслуговування користувачів юнацького віку  ведеться робота по соціалізації молоді. Це і допомога в отриманні якісної освіти, і вибір професії, і формування навичок здорового способу життя, і набуття правових та екологічних знань, а також вміння орієнтуватись у політичному житті країни. Головним завданням бібліотека вбачає надання юнакам та дівчатам максимуму знань і моральних орієнтирів, що забезпечить їх формування як активних і творчих особистостей.
На працівників відділу покладаються  також завдання запобігання та ліквідації читацької заборгованості,  комунікації з боржниками, роз’яснення користувачам персональної відповідальності за дбайливе ставлення до виданої літератури.
Працівниками відділу проводиться дуже багато соціокультурних  заходів, які у всі часи були діючою формою залучення читачів у бібліотеку: інформативні, яскраві, цікаві, емоційні.  І обов’язково усі заходи включають в себе рекомендацію книги, адже важливо не лише залучити, а і втримати читача в бібліотеці.

## Відділ краєзнавства
Новий відділ обслуговування користувачів – відділ краєзнавства – гостинно відкрив свої двері для користувачів у 2014 році.
Робота відділу спрямована на формування універсального фонду краєзнавчих документів з широким видовим складом; організацію краєзнавчого довідково-бібліографічного апарату; популяризацію історичної та культурної спадщини краю, здійснення бібліотечно-бібліографічного обслуговування користувачів з питань краєзнавства; забезпечення збереження і використання краєзнавчих бібліотечних ресурсів.
Традиційно робота відділу направлена на сприяння соціальному, культурному розвиткові регіону, вихованню патріотизму, національної самосвідомості, поваги до історії, традицій Кам’янеччини, поширенню знань про її історичні, економічні, політичні, культурні та інші особливості, удосконалення краєзнавчих інформаційних ресурсів та співпрацю з установами і закладами, які займаються краєзнавчою діяльністю, науковими співробітниками, викладачами, студентами, краєзнавцями і талановитою молоддю міста.
У відділі зберігається унікальний фонд періодичних видань, який складається із газетних зібрань від 1960-го року випуску і до наших днів. Книжковий фонд розкриває минуле і сьогодення, природу і господарство, релігійне і літературне життя, мистецтво і фольклор міста. Ці матеріали проведуть крізь простір і час, покажуть великих завойовників, зодчих, митців, унікальні архітектурні витвори людини та загадки природи Кам’янця-Подільського.
Особливість відділу – популяризація творів мистецтв. Тут відбуваються презентації виставок місцевих художників та фотомитців, майстрів народних ремесел та декоративно-прикладного мистецтва.

## Креативний простір

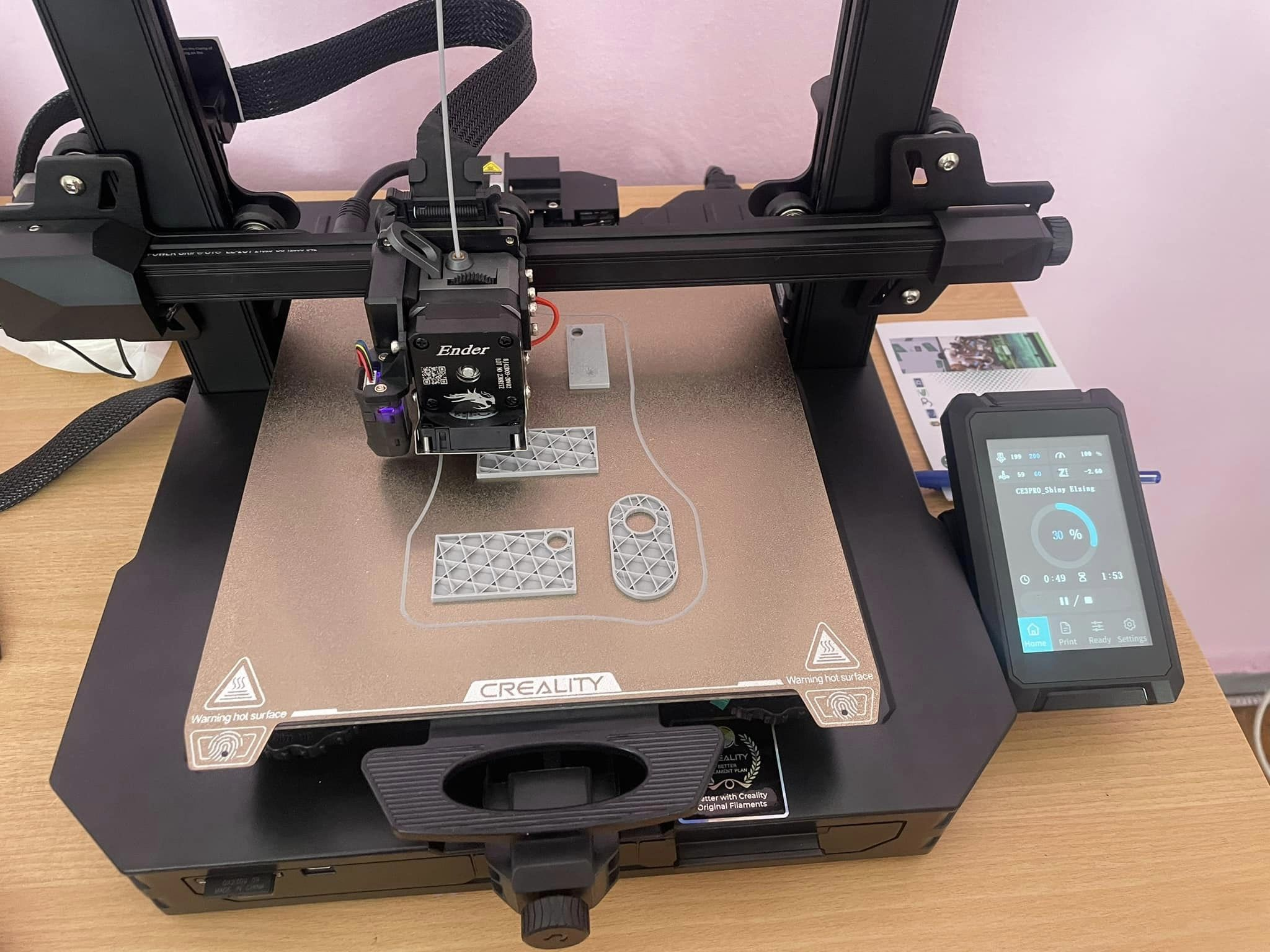
3-D принтер в Креативному просторі

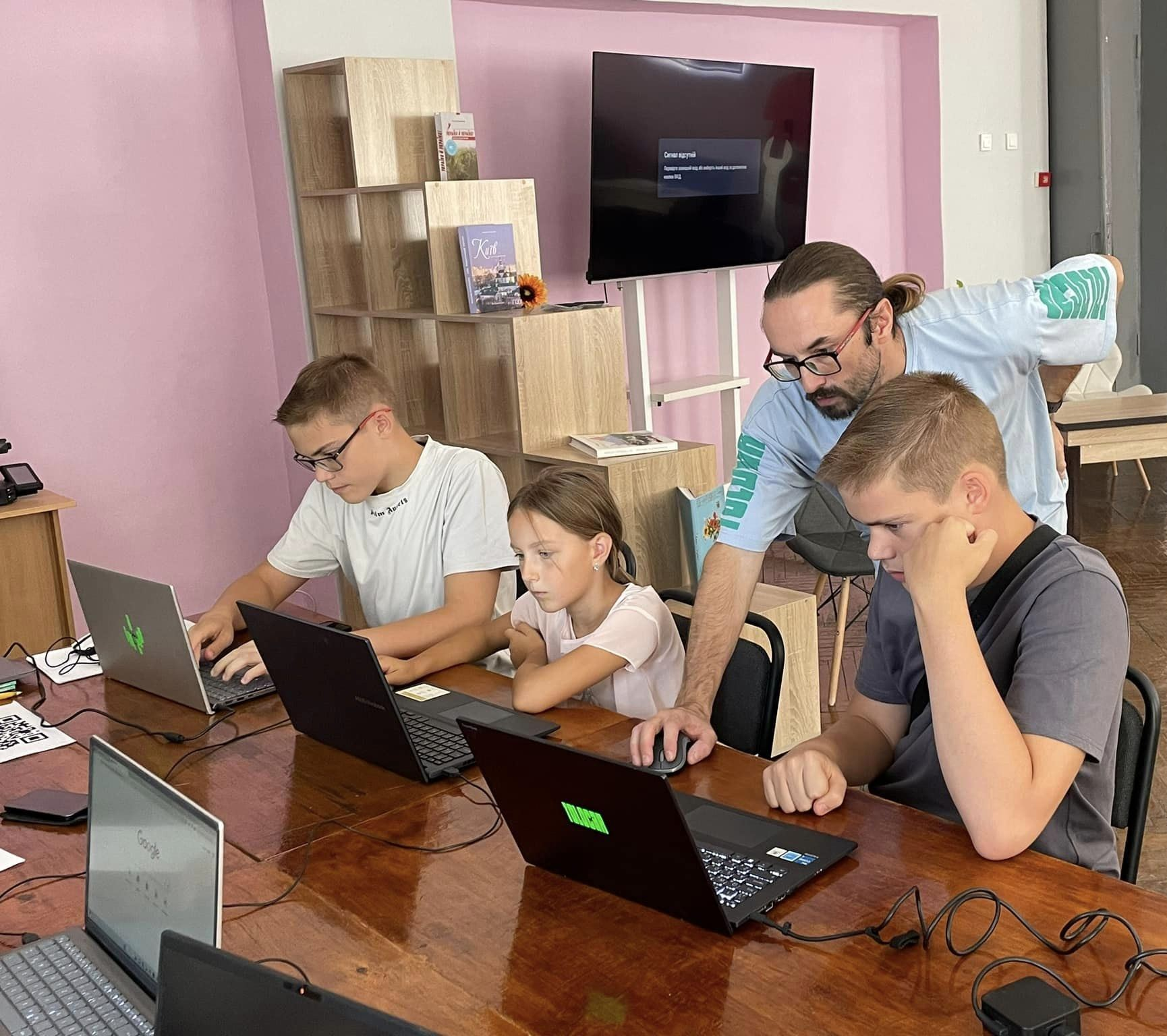

В рамках місцевої ініціативи «Креативний простір діалогу «Від сторінок книг до творів інновацій», яка виконується в рамках грантової Угоди з Офісом Ради Європи в Україні як частина проєкту «Посилення багаторівневого врядування демократії та прав людини на місцевому рівні в Україні», що реалізується Конгресом в рамках Плану дій Ради Європи для України «Стійкість, відновлення та відбудова» на 2023-2026 роки, в центральній міській бібліотеці імені Костя Солухи відкрито Креативний простір для громади – оновлено читальну залу бібліотеки. Тепер це оновлене приміщення, де окрім книг, є публічний простір із 3D-принтером і комп’ютерами, Щоб інтегрувати сучасні рішення у створення ідеального простору для читання придбано нові сучасні меблі: зручні м’які крісла та дивани, крісла-«мішки», столи-трансформери, шафи-вітрини для «зонування» простору. Сучасні картини, великий телевізор, плотер та 3-D принтер – створюють неповторну атмосферу сучасної бібліотеки.
Як і більшість технічних новинок, 3-D принтер привертає особливу увагу молоді, адже прямо у їхній присутності відбувається створення будь-якого об’єкту шляхом послідовного накладання пластичного матеріалу на основі віртуальної 3D-моделі. А телевізор, розміром 65’, обладнаний Smart TV, комунікаціями Wi-Fi, Інтернет, функціями керування голосом та інші – дає змогу проводити онлайн-майстерки, перегляди фільмів та навчальних програм для здобувачів освіти, а також перегляди розважального контенту, а також використовувати його під час проведення тренінгів, віртуальних зустрічей тощо. 
Отже, окрім головної цінності – книги, в Креативному просторі бібліотеки тепер можна знайти затишок для роботи в тихому місці, можна користуватися комп’ютерами, Інтернетом, освоювати роботу 3D-моделювання, стати учасником креативних заходів, тренінгів, майстерок, творчих зустрічей та просто скористатись місцем для неформального спілкування.

## Інформаційні ресурси
Книжковий фонд центральної міської  бібліотеки станом на 01.01.2025 року становить 86187 примірники документів.

## Соціокультурна діяльність
Щорічно бібліотека проводить більше, ніж 250 соціокультурних заходів.
Постійно впроваджуються нові інноваційні форми роботи: патріотичні non-stop та молодіжні флешмоби, бібліотечні storytelling та книжкові інформ-коктейлі, бібліофреші та флешбуки, онлайн-зустрічі з цікавими людьми (зокрема, з письменниками) та слайд-шоу, відеоролики та буктрейлери, віртуальні виставки та презентації – ці та інші форми роботи міцно увійшли в арсенал бібліотечних форм соціокультурної діяльності.
Користувачі бібліотеки беруть участь у Всеукраїнських конкурсах  «Творчі канікули», «Конституція для всіх: і дорослих, і малих», «Україна - мрія» тощо та  отримують призові місця.

## Фестиваль «Поділля Open»
У 2016 році за ініціативи департаменту гуманітарної політики Кам’янець-Подільської міської ради  започатковано  поетичний фестиваль «Поділля Open», який став щорічним. 

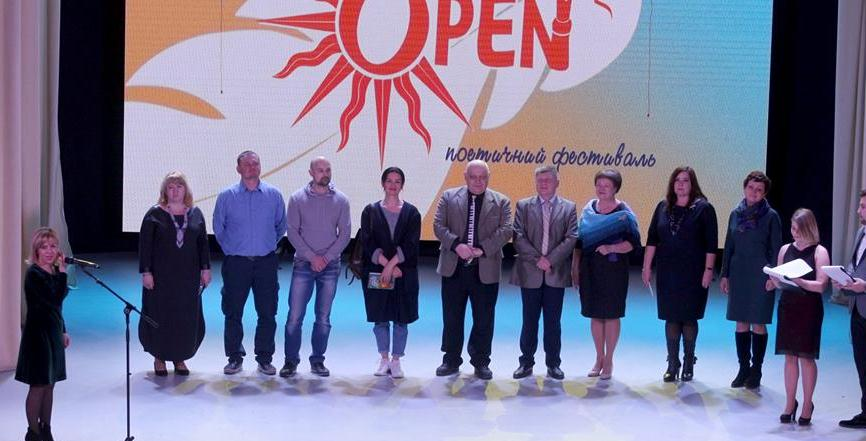
"Поділля Open" 2019

Впродовж фестивальних днів відбувається справжня творча феєрія, адже в бібліотеках та в навчальних закладах громади проходять зустрічі з письменниками, презентації нових книг та автограф-сесії, які охоплюють найширшу аудиторію поціновувачів книги і читання. 

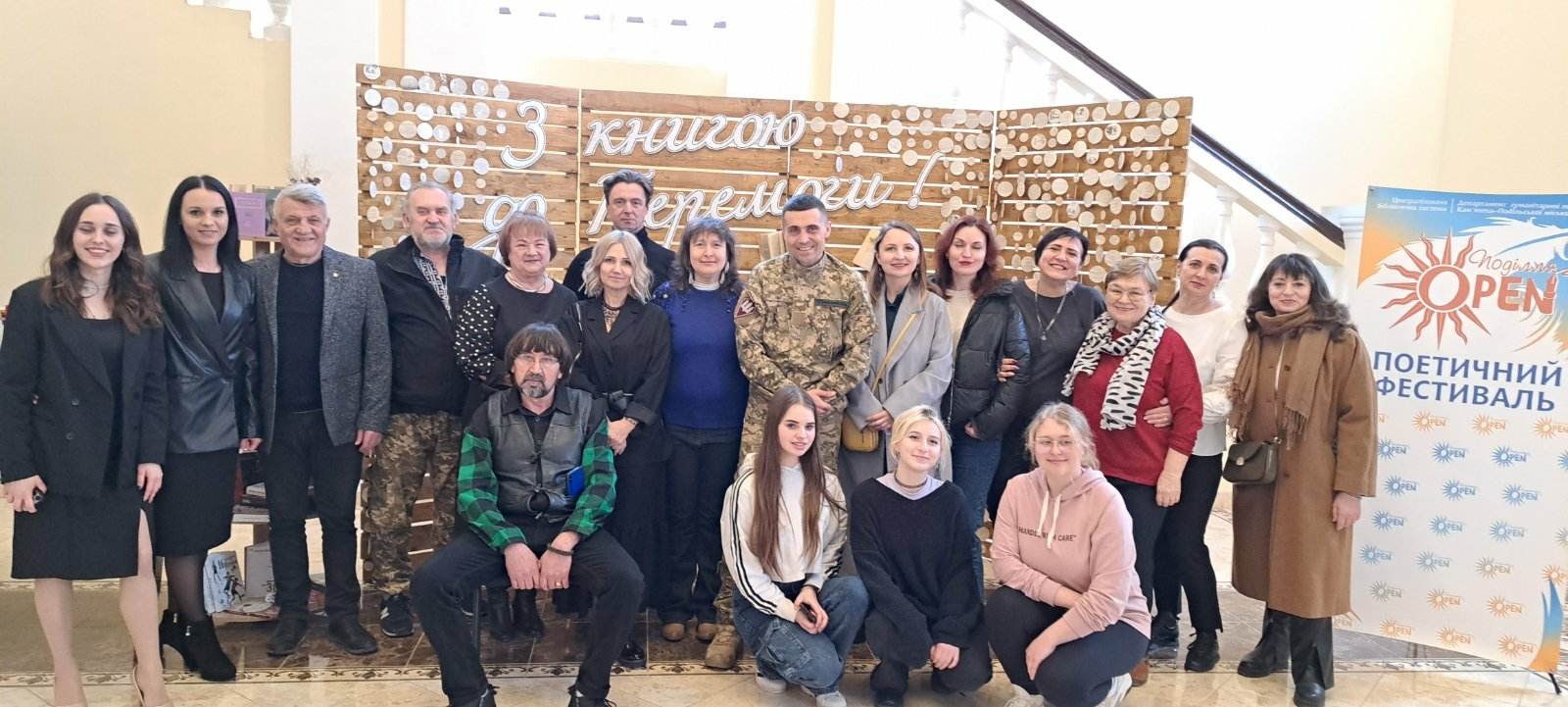
Відкриття фестивалю "Поділля Open" 18.03.2023

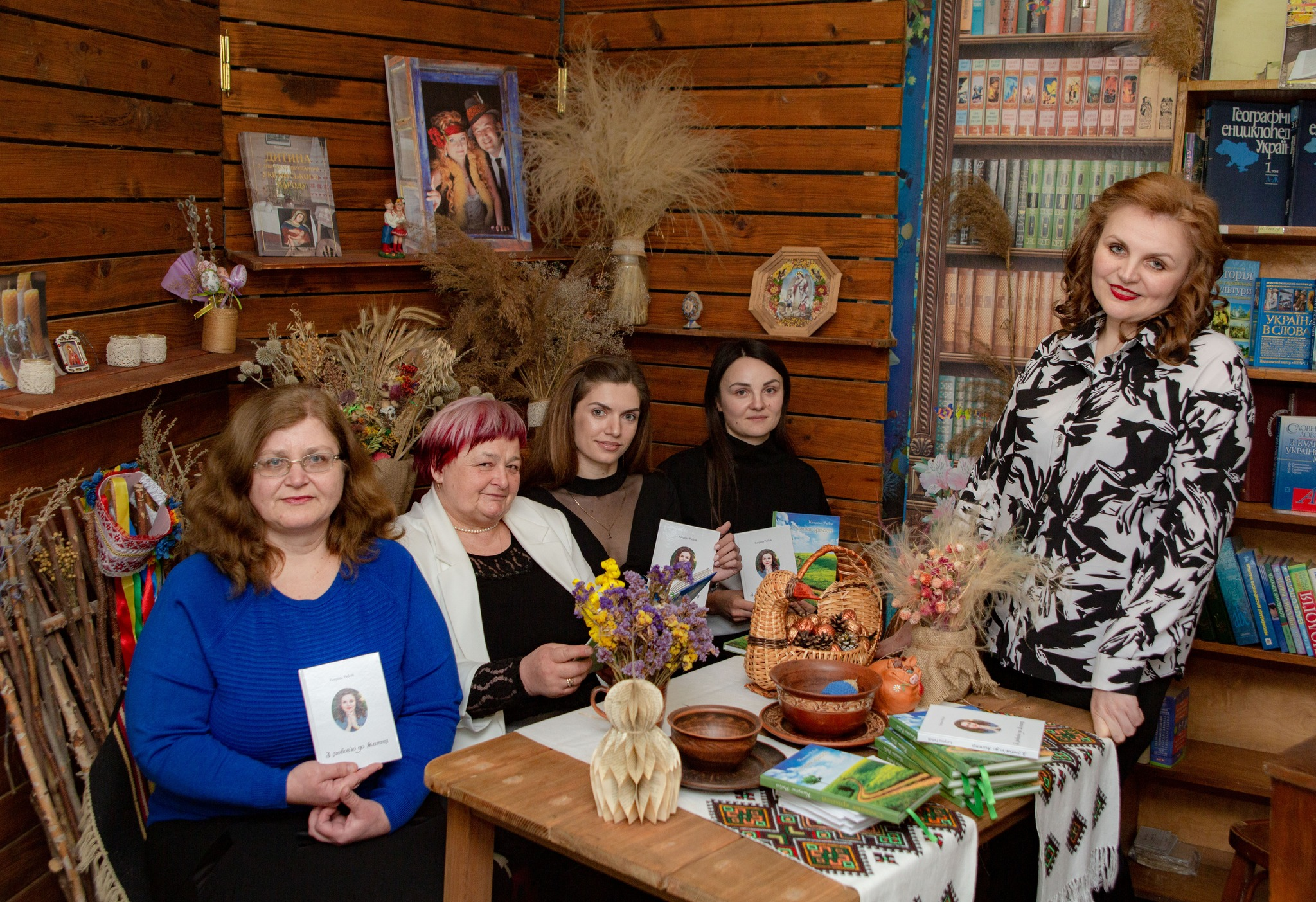
"Поділля Open", 2024

За роки існування фестивалю його гостями були письменники та прозаїки з різних куточків України: Мирослав Дочинець і Зірка Мензатюк, Андрій Кокотюха і Наталя Гурницька, Сашко Дерманський і Марина Павленко, Ніна Фіалко і Леся Воронина, Віталій та Дмитро Капранови, казкар Сашко Лірник,  Тетяна Шептицька і Надія Жила, Олена Рижко та Ігор Жук, Євгенія Заславська і Любов Відута, Андрій Вар’ят (Андрій Білецький),  Віталія Савченко і Таміла Тарасенко, Анастасія Нікуліна і Олена Кузьміна, Сергій Пантюк і  Олекса Бик, Юлія Вротна та Сергій Боднар, Катерина Доліба-Рябой та Михайло Графов, молоді письменниці Ольга Саліпа, Віоліна Ситнік та Ксенія Нестеренко, актори кіно, театру і дубляжу Дмитро та Костянтин Лінартовичі, письменник-мандрівник Максим Беспалов, письменники-подоляни: Віталій Міхалевський і Степан Шкапій, Наталя Мазур і Лідія Ярохно, Маргарита Шевернога (Камєнєва) і Михайло Цимбалюк, Олена Іськова-Миклащук і Анна Мазур, Володимир Ткач та Олександр Жиго, Тетяна Безушко-Граб і Любов Сердунич, Микола Гриценко і В’ячеслав Романовський. В онлайн-форматі пройшли зустрічі з Галиною Вдовиченко, Дзвінкою Торохтушко (Любов Бурак), Сергієм Вдовенко тощо. 
Усі творчі зустрічі були надзвичайно щирими, позитивними і емоційно насиченими! Цікаві, відверті розповіді письменників, пов'язані з їхньою творчістю, створювали атмосферу сердечності, ліричності, затишку і душевної близькості. 

## Конкурс поетів-аматорів «Поетична весна»

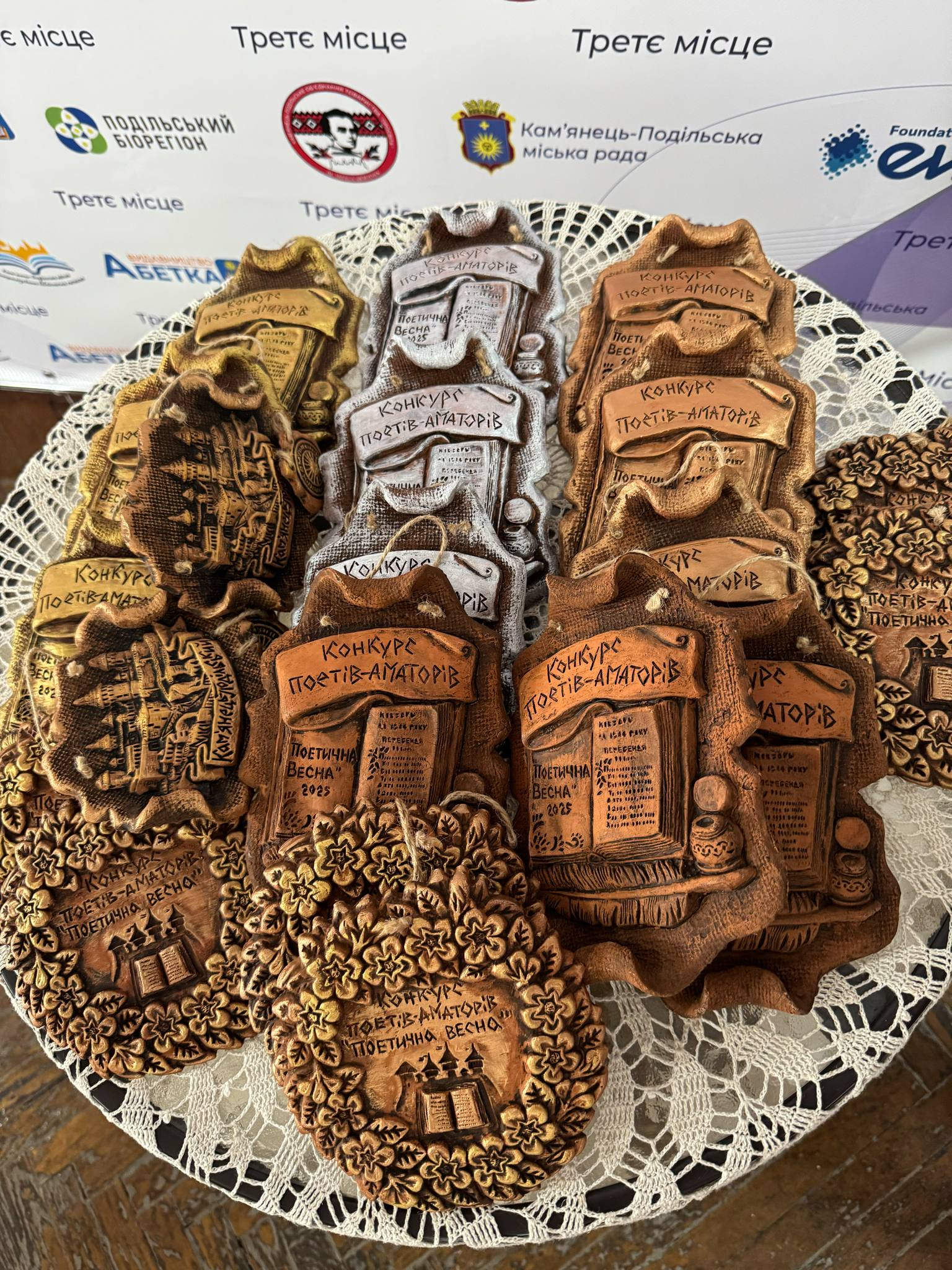
Конкурс поетів-аматорів "Поетична весна"

Одночасно з фестивалем «Поділля Open» було засновано конкурс поетів-аматорів «Поетична весна», який має на меті пошук і розкриття творчих здібностей поетів-аматорів, надання можливостей всім бажаючим продемонструвати свою майстерність у виконанні власних поетичних творів;  стимулювання творчого мислення; формування патріотичних почуттів засобами образного слова; виховання любові до української мови та до України.
У 2025 році Конкурс проводився за межами фестивалю, а в рамках реалізації проекту Просвітницько-мистецький простір «Бібліосад», за фінансової підтримки фонду «Пам’ять, відповідальність і майбутнє» (EVZ)..
Усі учасники показали високу майстерність. Конкурсантів оцінювало компетентне журі, в яке входили відомі поети. Всі учасники конкурсу отримали  дипломи та пам’ятні сувеніри.
Твори, які  декламувались на Конкурсі, увійшли  до поетичної збірки, що готується до видання.

## Інтернету бібліотеці
У 2003 році за сприянням відділу преси, освіти та культури посольства США в Україні створено при читальному залі центральної бібліотеки Інтернет-центр з 5-тьма робочими станціями.
Розпорядженням міського голови від 17 грудня 2003 року створено Центр регіональної інформації. Мета — інформаційне обслуговування місцевих владних структур, посередницька робота між владою і населенням, сприяння прозорості рішень влади.
З жовтня 2012 року при міській центральній бібліотеці відкрито Пункт безкоштовного доступу до Інтернету (проєкт Бібліоміст «Організація нових бібліотечних послуг з використанням вільного доступу до Інтернету»). До послуг користувачів 5 комп'ютерів з ліцензійним програмним забезпеченням, комплектом навушників та вебкамер.

## Нагороди
До Дня Незалежності України в обласному центрі м. Хмельницького директора Кам'янець-Подільської міської централізованої бібліотечної системи Валерія Любецького було нагороджено дипломом за вагомі здобутки у сфері бібліотечної справи та занесено на обласну Дошку Пошани «Найкращі люди Хмельниччини».